# 岑村站
岑村站是广州东环城际的一个车站，位于中国广东省广州市天河区科韵北路与沐陂西路交叉口。车站目前仍在建设中，预计随广佛东环城际开通而启用。

## 车站结构
岑村站为地下两层车站，为单岛四线式设计，车站长度324米，到发线有效长400米，站台宽12.4米，站台有效长210米。车站设有4个出入口、1个消防疏散口、2组风亭及1处冷却塔。车站周边主要为岑村的民居，亦与岑村机场和小鹏汽车智能产业园相邻。

## 历史
本站规划及工程时期被命名为智慧城站，开通前夕更名为岑村站。
- 2020年11月16日，本站三期交通疏解顺利导改完成[5]。
- 2022年10月30日，本站主体结构封顶[6]。